# Ataque a San Martín
El ataque a San Martín fue un intento fallido de la República Neerlandesa de recuperar la isla y la antigua base de la Compañía Neerlandesa de las Indias Occidentales (WIC) en la isla de San Martín de los españoles. En 1633 los españoles invadieron San Martín y Anguila, y expulsaron a los habitantes franceses y neerlandeses. Ambos se unieron para repeler a los españoles y fue durante una batalla naval de 1644 que el comandante neerlandés Peter Stuyvesant, más tarde gobernador de Nueva Ámsterdam, asedió sin éxito Fort Amsterdam y se vio obligado a retirarse con la pérdida de cientos de hombres. Una bala de cañón española le hizo añicos su pierna, que tuvo que ser amputada. Pero la suerte estaba en el lado neerlandés, y cuando terminó la Guerra de los Ochenta Años entre España y los Países Bajos, los españoles ya no necesitaban una base caribeña y se embarcaron en 1648.

## Antecedentes
Los españoles, que estaban satisfechos con sus lucrativas posesiones en las Antillas Mayores, comenzaron a notar los exitosos asentamientos franceses, ingleses y neerlandeses que surgían en las Antillas Menores. Recordando sus derechos otorgados por el papa, miles de soldados españoles irrumpieron en San Martín en 1638, tomaron el control de la isla y construyeron el «Old Spanish Fort» en «Point Blanche».
Seis años más tarde, Peter Stuyvesant, que fue el gobernador de Nueva Ámsterdam dirigió a sus tropas neerlandesas en un esfuerzo infructuoso por recuperar la isla.

## El ataque
El gobernador de Curazao Pieter Stuyvesant envió cinco grandes barcos neerlandeses, uno del tipo «pink», y dos gabarras en una campaña para reconquistar la antigua base de la WIC de San Martín. Después de hacer una parada en San Cristóbal para reclutar voluntarios ingleses y franceses, llegó el 20 de marzo al este de la costa oriental de San Martín, acompañado por media docena de mercantes que continuaron más al norte. El escuadrón de Stuyvesant viró hacia la orilla y asedió la única fortificación española, luego ancló cerca y desembarcó a varios cientos de soldados. Los neerlandeses pasaron los siguientes dos días instalando una batería de tres cañones encima de algunas alturas; el 22 de marzo pidieron al gobernador español, Diego Guajardo Fajardo, que depusiera las armas. A pesar de la baja moral, el equipo deficiente y las raciones insuficientes, la guarnición española de 120 hombres se negó a rendirse, y Stuyvesant inició un bombardeo de largo alcance al día siguiente. Una posibilidad de contraataque español se llevó la pierna derecha del comandante neerlandés mientras estaba parado junto a su batería, lo que obligó a llevar a Stuyvesant a bordo del barco para amputación debajo de la rodilla. La lesión dejó al pequeño ejército sin líder, minando su resolución.
En la noche del 31 de marzo al 1 de abril, una columna de asalto al amparo de la oscuridad avanzó hacia las posiciones españolas, casi escapando a la detección de los centinelas porque todos eran mosqueteros (y por lo tanto no llevaban cuerdas). Una vez que los intrusos neerlandeses fueron descubiertos, sin embargo, un tiroteo estalló hasta el amanecer; al menos cinco atacantes neerlandeses fueron muertos, a diferencia de un solo español. El 3 de abril, a las nueve de la noche, se realizó un segundo intento aún más a medias, que fue fácilmente repelido; no se realizaron más ataques.
En la noche del 15 al 16 de abril, un guardacostas puertorriqueño bajo el mando del Sargento Mayor Baltasar de Alfaro desembarcó suministros para la guarnición de Guajardo, rompiendo la determinación de los sitiadores. Los neerlandeses se retiraron a sus barcos; una retaguardia hizo explotar los cañones de asedio e incendió los campamentos el 17 de abril, y la flotilla partió hacia San Eustaquio y luego a Curazao. Stuyvesant finalmente regresó a Holanda en agosto para recuperarse de su herida.

## Consecuencias
En 1648, tras la firma de la Paz de Westfalia los españoles se marcharon. Franceses y neerlandeses regresaron y dividieron la isla dando 41 km² a los neerlandeses y 54 km² a los franceses. Durante los siguientes dos siglos hubo enfrentamientos ocasionales entre las dos naciones por el control total de la isla pero en 1869 se llegó a un acuerdo final en honor a los límites originales establecidos en 1648. La isla de las dos naciones ha existido pacíficamente desde entonces.